# Sigurd
Sigurd o Siegfried (Sigfrid) (nòrdic antic: Sigurðr) és un heroi de la literatura i mitologia germànica, fill de Sigmund, rei dels francs, i de Siglinda, filla d'Eulimi, que el donà a llum en un bosc i morí durant el part.
És protagonista de la narració en prosa la saga Völsunga i del poema el Cant dels Nibelungs; tanmateix, les variants d'aquesta llegenda són nombroses, destacant-ne l'origen de les seves aparicions literàries a les Eddes de la mitologia nòrdica, obres islandeses medievals: l'Edda menor, Edda de Snorri o Edda en prosa, i l'Edda major, Edda de Sæmund o Edda en vers. Aquestes dues col·leccions de les narracions nòrdiques antigues conformen la font més fidedigna de la mitologia nòrdica.
El més antic són les Eddes en vers. Són una col·lecció de 34 poemes islandesos, amb una mica de prosa, que daten del segle ix al segle xii. La majoria d'aquests poemes tracten de la mitologia nòrdica. Posteriorment a aquestes Eddes en vers apareixen les Eddes en prosa. És el treball del poeta i historiador islandès Snorri Sturluson (1179-1241). Aquest treball conté la creació del món, diverses faules mitològiques, una anàlisi dels poemes antics i de les normes que regeixen la prosa. S'hi troba dins dels cants heroics les primeres referències a la història de Sigurd.

## Sigfrid i el drac

Representació de Sigfrid al famós gravat Ramsund

Sigfrid va créixer al bosc i després va tenir com a mestre el ferrer Mime, que l'aconsellà com havia de matar Fafnir, el drac que custodiava el tresor dels nibelungs. El futur heroi forjà novament Gram, l'espasa que havia pertanguda al seu pare, i amb ella travessà el cor del monstre, en la sang del qual es banyà per fer-se invulnerable. Només un lloc de la seva esquena —on s'hi enganxà una fulla de til·ler— no fou banyat per la sang. El paral·lelisme amb l'heroi Aquil·les és fascinant: Aquil·les es feu invulnerable banyant-se en el llac Estígia, i només el taló (d'on l'agafava la seva mare per banyar-l'hi) era mortal.

## Sigfrid i Brunilda
Sigfrid esposà, després d'algunes aventures, Krimilda, i va aconseguir per al germà d'ella, Gondicari, la mà de la farona valquíria Brunilda. Tocant els seus anells, Sigfrid va prendre l'aparença de Gondicari i va vèncer certes proves que només l'heroi podia superar. Brunilda des de llavors considerà superior el seu marit, fins que Krimilda va referir-li els vertaders fets. Des de llavors, Brunilda preparà la seva venjança, que executà Gutorm, germà de Gondicari (en altres texts, Hagen de Tronje). Aquesta venjança consistí a revelar a l'executor el lloc exacte on la pell de l'heroi no estava protegida per la sang del drac. Aprofitant aquesta informació, l'assassí assestà un cop de llança que posà fi a la vida de Sigfrid. Brunilda es suïcidà l'endemà, car, tot i així, s'estimava Sigfrid. Krimilda fou desposada després per Àtila, que va voler fer-se amo del tresor dels nibelungs, que Gondicari havia fet amagar al fons del Rin. Krimilda convidà els seus germans, i durant el banquet a la cort del rei Àtila, els homes de Gondicari foren assassinats, aconseguint que el seu propi poble fos eliminat a traïció. Més endavant, Krimilda emborratxà i matà també Àtila, llançant-lo finalment a les flames del palau, al qual ella mateixa havia calat foc.